# 田邊辮魚
田邊辮魚，又名田邊軟腕魚、軟腕魚，為輻鰭魚綱辮魚目辮魚科的其中一種，分布於西北太平洋的日本海域，屬深海魚類。

## 擴展閱讀
維基物種上的相關：田邊辮魚